# Pawel Iwanowitsch Jakuschkin

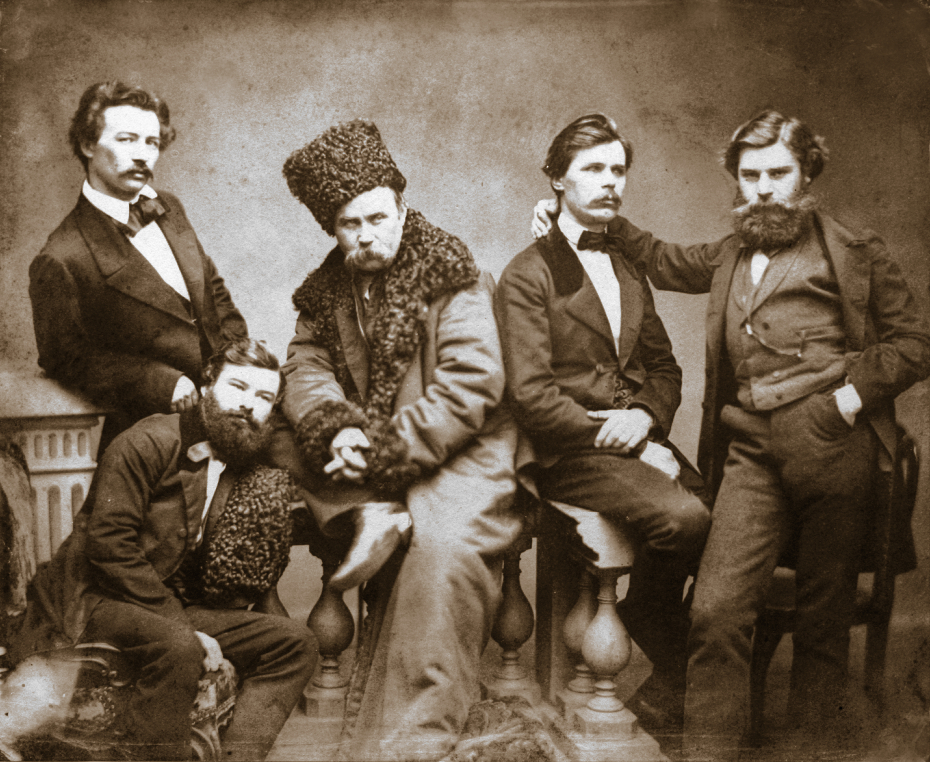
Fotografie von 1859, Sankt Petersburg. Von links nach rechts: Oleksandr Lasarewskyj (?), Mychajlo Lasarewskyj, Taras Schewtschenko, Hryhorij Tschestachiwskyj, Pawel I. Jakuschkin

Pawel Iwanowitsch Jakuschkin (russisch Павел Иванович Якушкин; * 14. Januarjul. / 26. Januar 1822greg. in Saburowo bei Maloarchangelsk, Gouvernement Orjol, Russisches Kaiserreich; † 8. Januarjul. / 20. Januar 1872greg. in Samara, Gouvernement Samara, Russisches Kaiserreich) war ein russischer Schriftsteller, ethnographischer Philologe und Anthropologe.

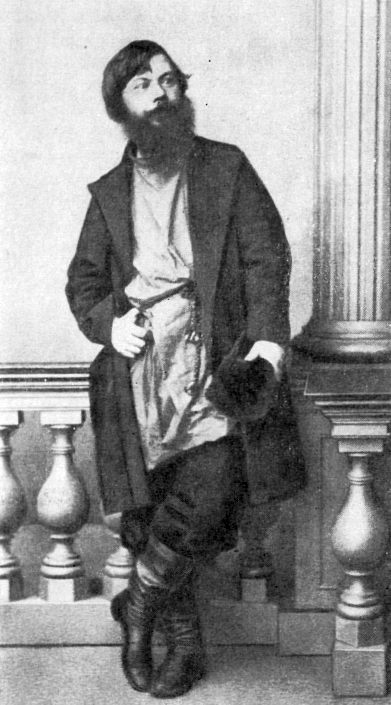
Pawel Jakuschkin, 1850er Jahre

## Leben
Pawel Jakuschkin kam 1822 in Saburowo (Сабурово) im Bezirk Maloarchangelsk als Sohn eines adeligen Gutsbesitzers und einer Leibeigenen zur Welt. Er war der Vetter des Dekabristen Iwan Dmitrijewitsch Jakuschkin.
Jakuschkin studierte ab 1840 an der Fakultät für Mathematik der Moskauer Universität. Während seines Studiums entdeckte er seine Leidenschaft für die Ethnographie. In der Zeitschrift Moskwitjanin publizierte er 1844 das Essay „Volksgeschichten von Schätzen, Dieben, Zauberern und ihre Taten“. Auf Anraten seines Mentors, dem Folkloristen Pjotr Kirejewski (Пётр Васильевич Киреевский; 1808–1856) begab er sich zwischen 1846 und 1849 in die zentralen Provinzen des Russischen Reiches und sammelte dort ethnographisches Material sowie Werke der Volkskunst, womit er der erste russische professionelle Sammler von Folklore war. Das Ergebnis dieser Tätigkeit publizierte er 1860 in seiner Sammlung Russische Lieder, gesammelt von Pawel Jakuschkin. Danach war er bei der Zeitschrift Sowremennik angestellt und war von 1849 bis 1856 im Gouvernement Charkow und lehrte dort Geschichte und Geographie an Bezirksschulen. Er unterhielt Kontakt mit dem revolutionären Londoner Kreis um Alexander Herzen. In Sankt Petersburg freundete er sich 1858 mit dem aus der Verbannung zurückgekehrten Taras Schewtschenko an. Er veröffentlichte am 29. Mai 1861 einen Artikel über den Zwischenstopp des Sarges von Schewtschenko in Orjol am 2. Mai 1861 auf der Fahrt von Sankt Petersburg in die Ukraine. Während seiner Reisen durch Russland verbreitete er revolutionäre Propaganda im Volk. 
In Nischni Nowgorod wurde er daraufhin 1864 verhaftet und zunächst nach Sankt Petersburg ins Exil und dann unter strenger polizeilicher Überwachung nach Orjol geschickt. Von da aus schickte man ihn 1868 in die Provinz Astrachan und schließlich 1871 nach Samara, wo er Anfang 1872 wenige Tage vor seinem 50. Geburtstag starb.
In seinem Werk Groß ist der Gott des russischen Landes! von 1863 offenbarte er den ungerechten Charakter der russischen Bauernreform.

## Werke (Auswahl)
- 1859 „Reisebriefe aus den Provinzen Nowgorod und Pskow“
- 1861 „Reisebriefe aus der Provinz Orjol“
- 1863 „Groß ist der Gott des russischen Landes!“
- 1864 „Von den Geschichten des Krimkrieges“
- 1866 „Die Unruhen in Russland“
- 1868–1870 „Reisebriefe aus der Provinz Astrachan“